# Composition du Collège cardinalice lors du conclave de 2013
La composition du Collège cardinalice lors du conclave de 2013 comprend, d'une part, la liste des cardinaux électeurs, à savoir l'ensemble des membres du Collège cardinalice n'ayant pas atteint la limite d'âge de 80 ans au jour de la vacance du siège apostolique et appelés à participer au conclave de 2013 devant désigner un successeur au pape Benoît XVI et, d'autre part, la liste des cardinaux non-électeurs, ne pouvant prendre part au conclave mais habilités à participer aux congrégations générales le précédant.
Le nombre de cardinaux électeurs s'élève à 117, mais deux d'entre eux ne participent pas au conclave, celui des cardinaux non-électeurs à 94.

## Cardinaux électeurs présents auconclave de 2013
La liste est établie selon l'ordre auquel chaque cardinal appartient et la préséance (date de son élévation ou de sa création).
| no  | Nom                                    | Pays                             | Titre               | Fonction                                                                                                  | Naissance  | Pape         | Consistoire |
| --- | -------------------------------------- | -------------------------------- | ------------------- | --- | ---------- | ------------ | ----------- |
| 1   | Giovanni Battista Re                   | Italie                           | Cardinal-évêque     | Préfet émérite de la Congrégation pour les évêques Fait office de doyen du Sacré Collège pour le conclave | 30/01/1934 | Jean-Paul II | 21/02/2001  |
| 2   | Tarcisio Bertone                       | Italie                           | Cardinal-évêque     | Ancien Secrétaire d'État de Benoît XVI Camerlingue de la Sainte Église romaine                            | 02/12/1934 | Jean-Paul II | 21/10/2003  |
| 3   | Antonios Naguib                        | Égypte                           | Cardinal-patriarche | Patriarche émérite de l'Église catholique copte d'Alexandrie                                              | 07/03/1935 | Benoît XVI   | 20/11/2010  |
| 4   | Bechara Boutros Rahi                   | Liban                            | Cardinal-patriarche | Patriarche maronite d'Antioche                                                                            | 25/02/1940 | Benoît XVI   | 24/11/2012  |
| 5   | Godfried Danneels                      | Belgique                         | Cardinal-prêtre     | Archevêque émérite de Malines-Bruxelles, Primat de Belgique                                               | 04/06/1933 | Jean-Paul II | 02/02/1983  |
| 6   | Joachim Meisner                        | Allemagne                        | Cardinal-prêtre     | Archevêque de Cologne                                                                                     | 25/12/1933 | Jean-Paul II | 02/02/1983  |
| 7   | Nicolás de Jesús López Rodríguez       | République dominicaine           | Cardinal-prêtre     | Archevêque de Saint-Domingue                                                                              | 31/10/1936 | Jean-Paul II | 28/06/1991  |
| 8   | Roger Michael Mahony                   | États-Unis                       | Cardinal-prêtre     | Archevêque émérite de Los Angeles                                                                         | 27/02/1936 | Jean-Paul II | 28/06/1991  |
| 9   | Jaime Lucas Ortega y Alamino           | Cuba                             | Cardinal-prêtre     | Archevêque de San Cristobal de La Havane                                                                  | 18/10/1936 | Jean-Paul II | 26/11/1994  |
| 10  | Jean-Claude Turcotte                   | Canada                           | Cardinal-prêtre     | Archevêque émérite de Montréal                                                                            | 26/06/1936 | Jean-Paul II | 26/11/1994  |
| 11  | Vinko Puljić                           | Bosnie-Herzégovine               | Cardinal-prêtre     | Archevêque de Sarajevo                                                                                    | 08/09/1945 | Jean-Paul II | 26/11/1994  |
| 12  | Juan Sandoval Íñiguez                  | Mexique                          | Cardinal-prêtre     | Archevêque émérite de Guadalajara                                                                         | 28/03/1933 | Jean-Paul II | 26/11/1994  |
| 13  | Antonio María Rouco Varela             | Espagne                          | Cardinal-prêtre     | Archevêque de Madrid                                                                                      | 24/08/1936 | Jean-Paul II | 21/02/1998  |
| 14  | Dionigi Tettamanzi                     | Italie                           | Cardinal-prêtre     | Archevêque émérite de Milan                                                                               | 14/03/1934 | Jean-Paul II | 21/02/1998  |
| 15  | Polycarp Pengo                         | Tanzanie                         | Cardinal-prêtre     | Archidiocèse de Dar-es-Salaam                                                                             | 05/08/1944 | Jean-Paul II | 21/02/1998  |
| 16  | Christoph Schönborn                    | Autriche                         | Cardinal-prêtre     | Archevêque Vienne, Primat d'Autriche                                                                      | 22/01/1945 | Jean-Paul II | 21/02/1998  |
| 17  | Norberto Rivera Carrera                | Mexique                          | Cardinal-prêtre     | Archevêque de Mexico                                                                                      | 06/06/1942 | Jean-Paul II | 21/02/1998  |
| 18  | Francis George                         | États-Unis                       | Cardinal-prêtre     | Archevêque de Chicago                                                                                     | 16/01/1937 | Jean-Paul II | 21/02/1998  |
| 19  | Zenon Grocholewski                     | Pologne                          | Cardinal-prêtre     | Préfet de la Congrégation pour l'éducation catholique                                                     | 11/10/1939 | Jean-Paul II | 21/02/2001  |
| 20  | Crescenzio Sepe                        | Italie                           | Cardinal-prêtre     | Archevêque de Naples                                                                                      | 02/06/1943 | Jean-Paul II | 21/02/2001  |
| 21  | Walter Kasper                          | Allemagne                        | Cardinal-prêtre     | Président émérite du Conseil pontifical pour la promotion de l'unité des chrétiens                        | 05/03/1933 | Jean-Paul II | 21/02/2001  |
| 22  | Ivan Dias                              | Inde                             | Cardinal-prêtre     | Préfet émérite de la Congrégation pour l'évangélisation des peuples                                       | 14/04/1936 | Jean-Paul II | 21/02/2001  |
| 23  | Geraldo Majella Agnelo                 | Brésil                           | Cardinal-prêtre     | Archevêque émérite de San Salvador de Bahia                                                               | 19/10/1933 | Jean-Paul II | 21/02/2001  |
| 24  | Audrys Juozas Backis                   | Lituanie                         | Cardinal-prêtre     | Archevêque de Vilnius                                                                                     | 01/02/1937 | Jean-Paul II | 21/02/2001  |
| 25  | Francisco Javier Errázuriz Ossa        | Chili                            | Cardinal-prêtre     | Archevêque émérite de Santiago du Chili                                                                   | 05/09/1933 | Jean-Paul II | 21/02/2001  |
| 26  | Julio Terrazas Sandoval                | Bolivie                          | Cardinal-prêtre     | Archevêque de Santa Cruz de la Sierra                                                                     | 07/03/1936 | Jean-Paul II | 21/02/2001  |
| 27  | Wilfrid Fox Napier                     | Afrique du Sud                   | Cardinal-prêtre     | Archevêque de Durban                                                                                      | 08/03/1941 | Jean-Paul II | 21/02/2001  |
| 28  | Óscar Andrés Rodríguez Maradiaga       | Honduras                         | Cardinal-prêtre     | Archevêque de Tegucigalpa                                                                                 | 29/12/1942 | Jean-Paul II | 21/02/2001  |
| 29  | Juan Luis Cipriani Thorne              | Pérou                            | Cardinal-prêtre     | Archevêque de Lima                                                                                        | 28/12/1943 | Jean-Paul II | 21/02/2001  |
| 30  | Claudio Hummes                         | Brésil                           | Cardinal-prêtre     | Préfet émérite de la Congrégation pour le clergé                                                          | 08/08/1934 | Jean-Paul II | 21/02/2001  |
| 31  | Jorge Mario Bergoglio                  | Argentine                        | Cardinal-prêtre     | Archevêque de Buenos Aires                                                                                | 17/12/1936 | Jean-Paul II | 21/02/2001  |
| 32  | José da Cruz Policarpo                 | Portugal                         | Cardinal-prêtre     | Patriarche de Lisbonne                                                                                    | 26/02/1936 | Jean-Paul II | 21/02/2001  |
| 33  | Severino Poletto                       | Italie                           | Cardinal-prêtre     | Archevêque émérite de Turin                                                                               | 18/03/1933 | Jean-Paul II | 21/02/2001  |
| 34  | Karl Lehmann                           | Allemagne                        | Cardinal-prêtre     | Évêque de Mayence                                                                                         | 16/05/1936 | Jean-Paul II | 21/02/2001  |
| 35  | Angelo Scola                           | Italie                           | Cardinal-prêtre     | Archevêque de Milan                                                                                       | 07/11/1941 | Jean-Paul II | 21/10/2003  |
| 36  | Anthony Olubunmi Okogie                | Nigeria                          | Cardinal-prêtre     | Archevêque émérite de Lagos                                                                               | 16/06/1936 | Jean-Paul II | 21/10/2003  |
| 37  | Gabriel Zubeir Wako                    | Soudan                           | Cardinal-prêtre     | Archevêque de Khartoum                                                                                    | 27/02/1941 | Jean-Paul II | 21/10/2003  |
| 38  | Carlos Amigo Vallejo                   | Espagne                          | Cardinal-prêtre     | Archevêque émérite de Séville                                                                             | 23/08/1934 | Jean-Paul II | 21/10/2003  |
| 39  | Justin Francis Rigali                  | États-Unis                       | Cardinal-prêtre     | Archevêque émérite de Philadelphie                                                                        | 19/04/1935 | Jean-Paul II | 21/10/2003  |
| 40  | Ennio Antonelli                        | Italie                           | Cardinal-prêtre     | Président émérite du Conseil pontifical pour la famille                                                   | 18/11/1936 | Jean-Paul II | 21/10/2003  |
| 41  | Peter Kodwo Appiah Turkson             | Ghana                            | Cardinal-prêtre     | Président du Conseil pontifical Justice et Paix                                                           | 11/10/1948 | Jean-Paul II | 21/10/2003  |
| 42  | Telesphore Placidus Toppo              | Inde                             | Cardinal-prêtre     | Archevêque de Ranchi                                                                                      | 15/10/1939 | Jean-Paul II | 21/10/2003  |
| 43  | George Pell                            | Australie                        | Cardinal-prêtre     | Archevêque de Sydney                                                                                      | 08/06/1941 | Jean-Paul II | 21/10/2003  |
| 44  | Josip Bozanić                          | Croatie                          | Cardinal-prêtre     | Archevêque de Zagreb                                                                                      | 20/03/1949 | Jean-Paul II | 21/10/2003  |
| 45  | Jean-Baptiste Pham Minh Mân            | Viêt Nam                         | Cardinal-prêtre     | Archevêque de Hô-Chi-Minh-Ville                                                                           | 05/03/1934 | Jean-Paul II | 21/10/2003  |
| 46  | Philippe Barbarin                      | France                           | Cardinal-prêtre     | Archevêque de Lyon, Primat des Gaules                                                                     | 17/10/1950 | Jean-Paul II | 21/10/2003  |
| 47  | Péter Erdő                             | Hongrie                          | Cardinal-prêtre     | Archevêque d'Esztergom-Budapest, Primat de Hongrie                                                        | 25/06/1952 | Jean-Paul II | 21/10/2003  |
| 48  | Marc Ouellet                           | Canada                           | Cardinal-prêtre     | Préfet de la Congrégation pour les évêques                                                                | 08/06/1944 | Jean-Paul II | 21/10/2003  |
| 49  | Agostino Vallini                       | Italie                           | Cardinal-prêtre     | Cardinal-vicaire de Rome                                                                                  | 17/10/1940 | Benoît XVI   | 24/03/2006  |
| 50  | Jorge Liberato Urosa Savino            | Venezuela                        | Cardinal-prêtre     | Archidiocèse de Caracas                                                                                   | 28/08/1942 | Benoît XVI   | 24/03/2006  |
| 51  | Jean-Pierre Ricard                     | France                           | Cardinal-prêtre     | Archevêque de Bordeaux                                                                                    | 26/09/1944 | Benoît XVI   | 24/03/2006  |
| 52  | Antonio Cañizares Llovera              | Espagne                          | Cardinal-prêtre     | Préfet de la Congrégation pour le culte divin                                                             | 10/10/1945 | Benoît XVI   | 24/03/2006  |
| 53  | Sean Patrick O'Malley                  | États-Unis                       | Cardinal-prêtre     | Archevêque de Boston                                                                                      | 29/06/1944 | Benoît XVI   | 24/03/2006  |
| 54  | Stanisław Dziwisz                      | Pologne                          | Cardinal-prêtre     | Archevêque de Cracovie                                                                                    | 27/04/1939 | Benoît XVI   | 24/03/2006  |
| 55  | Carlo Caffarra                         | Italie                           | Cardinal-prêtre     | Archevêque de Bologne                                                                                     | 01/06/1938 | Benoît XVI   | 24/03/2006  |
| 56  | Sean Baptist Brady                     | Irlande                          | Cardinal-prêtre     | Archevêque d'Armagh                                                                                       | 16/08/1939 | Benoît XVI   | 24/11/2007  |
| 57  | Lluís Martinez Sistach                 | Espagne                          | Cardinal-prêtre     | Archevêque de Barcelone                                                                                   | 29/04/1937 | Benoît XVI   | 24/11/2007  |
| 58  | André Vingt-Trois                      | France                           | Cardinal-prêtre     | Archevêque de Paris                                                                                       | 07/11/1942 | Benoît XVI   | 24/11/2007  |
| 59  | Angelo Bagnasco                        | Italie                           | Cardinal-prêtre     | Archevêque de Gênes                                                                                       | 14/01/1943 | Benoît XVI   | 24/11/2007  |
| 60  | Théodore-Adrien Sarr                   | Sénégal                          | Cardinal-prêtre     | Archevêque de Dakar                                                                                       | 28/11/1936 | Benoît XVI   | 24/11/2007  |
| 61  | Oswald Gracias                         | Inde                             | Cardinal-prêtre     | Archevêque de Bombay                                                                                      | 24/12/1944 | Benoît XVI   | 24/11/2007  |
| 62  | Francisco Robles Ortega                | Mexique                          | Cardinal-prêtre     | Archevêque de Guadalajara                                                                                 | 02/03/1949 | Benoît XVI   | 24/11/2007  |
| 63  | Daniel Nicholas DiNardo                | États-Unis                       | Cardinal-prêtre     | Archevêque de Galveston-Houston                                                                           | 23/05/1949 | Benoît XVI   | 24/11/2007  |
| 64  | Odilo Pedro Scherer                    | Brésil                           | Cardinal-prêtre     | Archevêque de Sao Paulo                                                                                   | 21/09/1949 | Benoît XVI   | 24/11/2007  |
| 65  | John Njue                              | Kenya                            | Cardinal-prêtre     | Archevêque de Nairobi                                                                                     | 01/01/1946 | Benoît XVI   | 24/11/2007  |
| 66  | Raúl Eduardo Vela Chiriboga            | Équateur                         | Cardinal-prêtre     | Archidiocèse de Quito                                                                                     | 01/01/1934 | Benoît XVI   | 20/11/2010  |
| 67  | Laurent Monsengwo Pasinya              | République démocratique du Congo | Cardinal-prêtre     | Archevêque de Kinshasa                                                                                    | 07/10/1939 | Benoît XVI   | 20/11/2010  |
| 68  | Paolo Romeo                            | Italie                           | Cardinal-prêtre     | Archevêque de Palerme                                                                                     | 20/02/1938 | Benoît XVI   | 20/11/2010  |
| 69  | Donald William Wuerl                   | États-Unis                       | Cardinal-prêtre     | Archevêque de Washington                                                                                  | 12/11/1940 | Benoît XVI   | 20/11/2010  |
| 70  | Raymundo Damasceno Assis               | Brésil                           | Cardinal-prêtre     | Archevêque d'Aparecida                                                                                    | 15/02/1937 | Benoît XVI   | 20/11/2010  |
| 71  | Kazimierz Nycz                         | Pologne                          | Cardinal-prêtre     | Archevêque de Varsovie                                                                                    | 01/02/1950 | Benoît XVI   | 20/11/2010  |
| 72  | Albert Malcolm Ranjith Patabendige Don | Sri Lanka                        | Cardinal-prêtre     | Archevêque de Colombo                                                                                     | 15/11/1947 | Benoît XVI   | 20/11/2010  |
| 73  | Reinhard Marx                          | Allemagne                        | Cardinal-prêtre     | Archevêque de Munich et Freising                                                                          | 21/09/1953 | Benoît XVI   | 20/11/2010  |
| 74  | George Alencherry                      | Inde                             | Cardinal-prêtre     | Archevêque majeur d'Ernakulam (en)                                                                        | 19/04/1945 | Benoît XVI   | 18/02/2012  |
| 75  | Thomas Christopher Collins             | Canada                           | Cardinal-prêtre     | Archevêque de Toronto                                                                                     | 16/01/1947 | Benoît XVI   | 18/02/2012  |
| 76  | Dominik Duka                           | République tchèque               | Cardinal-prêtre     | Archidiocèse de Prague                                                                                    | 26/04/1943 | Benoît XVI   | 18/02/2012  |
| 77  | Willem Jacobus Eijk                    | Pays-Bas                         | Cardinal-prêtre     | Archevêque d'Utrecht                                                                                      | 22/06/1953 | Benoît XVI   | 18/02/2012  |
| 78  | Giuseppe Betori                        | Italie                           | Cardinal-prêtre     | Archevêque de Florence                                                                                    | 25/02/1947 | Benoît XVI   | 18/02/2012  |
| 79  | Timothy Dolan                          | États-Unis                       | Cardinal-prêtre     | Archevêque de New York                                                                                    | 06/02/1950 | Benoît XVI   | 18/02/2012  |
| 80  | Rainer Woelki                          | Allemagne                        | Cardinal-prêtre     | Archevêque de Berlin                                                                                      | 18/08/1956 | Benoît XVI   | 18/02/2012  |
| 81  | John Tong Hon                          | Chine                            | Cardinal-prêtre     | Évêque de Hong Kong                                                                                       | 31/07/1939 | Benoît XVI   | 18/02/2012  |
| 82  | Baselios Cleemis                       | Inde                             | Cardinal-prêtre     | Archevêque majeur de Trivandrum des Syro-malankares                                                       | 15/06/1959 | Benoît XVI   | 24/11/2012  |
| 83  | John Onaiyekan                         | Nigeria                          | Cardinal-prêtre     | Archevêques d'Abuja                                                                                       | 20/01/1944 | Benoît XVI   | 24/11/2012  |
| 84  | Rubén Salazar Gómez                    | Colombie                         | Cardinal-prêtre     | Archevêque de Bogota                                                                                      | 22/09/1942 | Benoît XVI   | 24/11/2012  |
| 85  | Luis Antonio Tagle                     | Philippines                      | Cardinal-prêtre     | Archevêque de Manille                                                                                     | 21/06/1957 | Benoît XVI   | 24/11/2012  |
| 86  | Jean-Louis Tauran                      | France                           | Cardinal-diacre     | Président du Conseil pontifical pour le dialogue inter-religieux. Protodiacre                             | 05/04/1943 | Jean-Paul II | 21/10/2003  |
| 87  | Attilio Nicora                         | Italie                           | Cardinal-diacre     | Président de l'autorité d'information financière                                                          | 16/03/1937 | Jean-Paul II | 21/10/2003  |
| 88  | William Joseph Levada                  | États-Unis                       | Cardinal-diacre     | Préfet émérite de la Congrégation pour la Doctrine de la Foi                                              | 15/06/1936 | Benoît XVI   | 24/03/2006  |
| 89  | Franc Rodé                             | Slovénie                         | Cardinal-diacre     | Préfet émérite de la Congrégation pour les instituts de vie consacrée                                     | 23/09/1934 | Benoît XVI   | 24/03/2006  |
| 90  | Leonardo Sandri                        | Argentine                        | Cardinal-diacre     | Préfet de la Congrégation pour les Églises orientales                                                     | 18/11/1943 | Benoît XVI   | 24/11/2007  |
| 91  | Giovanni Lajolo                        | Italie                           | Cardinal-diacre     | Gouverneur émérite de l’État de la Cité du Vatican                                                        | 03/01/1935 | Benoît XVI   | 24/11/2007  |
| 92  | Paul Josef Cordes                      | Allemagne                        | Cardinal-diacre     | Président émérite du Conseil pontifical Cor unum                                                          | 05/09/1934 | Benoît XVI   | 24/11/2007  |
| 93  | Angelo Comastri                        | Italie                           | Cardinal-diacre     | Président de la Fabrique de Saint-Pierre                                                                  | 17/09/1943 | Benoît XVI   | 24/11/2007  |
| 94  | Stanisław Ryłko                        | Pologne                          | Cardinal-diacre     | Président du Conseil pontifical pour les laïcs                                                            | 04/07/1945 | Benoît XVI   | 24/11/2007  |
| 95  | Raffaele Farina                        | Italie                           | Cardinal-diacre     | Archiviste et bibliothécaire émérite de la Sainte Église romaine                                          | 24/09/1933 | Benoît XVI   | 24/11/2007  |
| 96  | Angelo Amato                           | Italie                           | Cardinal-diacre     | Préfet de la Congrégation pour les causes des saints                                                      | 08/06/1938 | Benoît XVI   | 20/11/2010  |
| 97  | Robert Sarah                           | Guinée                           | Cardinal-diacre     | Président du Conseil pontifical Cor unum                                                                  | 15/06/1945 | Benoît XVI   | 20/11/2010  |
| 98  | Francesco Monterisi                    | Italie                           | Cardinal-diacre     | Archiprêtre émérite de la basilique Saint-Paul-hors-les-Murs                                              | 28/05/1934 | Benoît XVI   | 20/11/2010  |
| 99  | Raymond Leo Burke                      | États-Unis                       | Cardinal-diacre     | Préfet du Tribunal suprême de la Signature apostolique                                                    | 30/06/1948 | Benoît XVI   | 20/11/2010  |
| 100 | Kurt Koch                              | Suisse                           | Cardinal-diacre     | Président du Conseil pontifical pour la promotion de l'unité des chrétiens                                | 15/03/1950 | Benoît XVI   | 20/11/2010  |
| 101 | Paolo Sardi                            | Italie                           | Cardinal-diacre     | Patron de l'ordre souverain de Malte                                                                      | 01/09/1934 | Benoît XVI   | 20/11/2010  |
| 102 | Mauro Piacenza                         | Italie                           | Cardinal-diacre     | Préfet de la Congrégation pour le clergé                                                                  | 15/09/1944 | Benoît XVI   | 20/11/2010  |
| 103 | Velasio de Paolis                      | Italie                           | Cardinal-diacre     | Président émérite de la Préfecture pour les affaires économiques du Saint-Siège                           | 19/09/1935 | Benoît XVI   | 20/11/2010  |
| 104 | Gianfranco Ravasi                      | Italie                           | Cardinal-diacre     | Président du Conseil pontifical pour la culture                                                           | 18/10/1942 | Benoît XVI   | 20/11/2010  |
| 105 | Fernando Filoni                        | Italie                           | Cardinal-diacre     | Préfet de la Congrégation pour l'évangélisation des peuples                                               | 15/04/1946 | Benoît XVI   | 18/02/2012  |
| 106 | Manuel Monteiro de Castro              | Portugal                         | Cardinal-diacre     | Grand pénitencier                                                                                         | 29/03/1938 | Benoît XVI   | 18/02/2012  |
| 107 | Santos Abril y Castelló                | Espagne                          | Cardinal-diacre     | Archiprêtre de la basilique papale Sainte-Marie Majeure                                                   | 21/09/1935 | Benoît XVI   | 18/02/2012  |
| 108 | Antonio Maria Vegliò                   | Italie                           | Cardinal-diacre     | Président du Conseil pontifical pour la pastorale des migrants                                            | 03/02/1938 | Benoît XVI   | 18/02/2012  |
| 109 | Giuseppe Bertello                      | Italie                           | Cardinal-diacre     | Président du gouvernorat de l'État de la Cité du Vatican                                                  | 01/10/1942 | Benoît XVI   | 18/02/2012  |
| 110 | Francesco Coccopalmerio                | Italie                           | Cardinal-diacre     | Président du Conseil pontifical pour les textes législatifs                                               | 06/03/1938 | Benoît XVI   | 18/02/2012  |
| 111 | João Bráz de Aviz                      | Brésil                           | Cardinal-diacre     | Préfet de la Congrégation pour les instituts de vie consacrée                                             | 24/04/1947 | Benoît XVI   | 18/02/2012  |
| 112 | Edwin O'Brien                          | États-Unis                       | Cardinal-diacre     | Grand-maître de l'ordre équestre du Saint-Sépulcre                                                        | 08/04/1939 | Benoît XVI   | 18/02/2012  |
| 113 | Domenico Calcagno                      | Italie                           | Cardinal-diacre     | Président de l'APSA                                                                                       | 03/02/1943 | Benoît XVI   | 18/02/2012  |
| 114 | Giuseppe Versaldi                      | Italie                           | Cardinal-diacre     | Président de la Préfecture pour les affaires économiques                                                  | 30/07/1943 | Benoît XVI   | 18/02/2012  |
| 115 | James Michael Harvey                   | États-Unis                       | Cardinal-diacre     | Archiprêtre de la basilique Saint-Paul-hors-les-Murs                                                      | 20/10/1949 | Benoît XVI   | 24/11/2012  |

## Cardinaux électeurs absents duconclave de 2013
| Nom                        | Pays        | Titre           | Fonction                       | Naissance  | Pape         | Consistoire |
| -------------------------- | ----------- | --------------- | ------------------------------ | ---------- | ------------ | ----------- |
| Julius Riyadi Darmaatmadja | Indonésie   | Cardinal-prêtre | Archevêque émérite de Jakarta  | 20/12/1934 | Jean-Paul II | 26/11/1994  |
| Keith O'Brien              | Royaume-Uni | Cardinal-prêtre | Archevêque émérite d'Édimbourg | 17/03/1938 | Jean-Paul II | 21/10/2003  |

1. ↑  Le cardinal Julius Riyadi Darmaatmadja a annoncé qu'il ne participera pas au conclave pour raison de santé[4].
2. ↑  Le cardinal Keith O'Brien, démissionnaire de sa charge d'archevêque d'Édimbourg et soupçonné de "comportements indécents" à l'égard d'anciens séminaristes a annoncé qu'il ne prendra pas part au conclave[5].

## Représentation par pays des cardinaux électeurs

Répartition par pays des cardinaux électeurs participant au conclave de 2013.
28 cardinaux
11 cardinaux
6 cardinaux
5 cardinaux
4 cardinaux
3 cardinaux
2 cardinaux
1 cardinal

Répartition par continent des cardinaux électeurs présents au conclave de 2013.
Afrique
Amérique du Sud
Amérique du Nord
Asie et Océanie
Europe (hors Italie)
Italie

| Pays | Nombre d'électeurs de chaque pays | Total |
| --- | --------------------------------- | ----- |
| Italie | 28                                | 28    |
| États-Unis | 11                                | 11    |
| Allemagne | 6                                 | 6     |
| Espagne, Inde, Brésil | 5                                 | 15    |
| France, Pologne | 4                                 | 8     |
| Mexique, Canada | 3                                 | 6     |
| Portugal, Nigeria, Argentine | 2                                 | 6     |
| Afrique du Sud, Australie, Autriche, Belgique, Bolivie, Bosnie-Herzégovine, Chili, Chine, République démocratique du Congo, Colombie, Croatie, Cuba, République dominicaine, Équateur, Égypte, Ghana, Guinée, Honduras, Hongrie, Irlande, Kenya, Liban, Lituanie, Pays-Bas, Pérou, Philippines, Sénégal, Slovénie, Sri Lanka, Soudan, Suisse, Tanzanie, République tchèque, Venezuela, Viêt Nam | 1                                 | 35    |
| Total | 115                               | 115   |

- 28 cardinaux
- 11 cardinaux
- 6 cardinaux
- 5 cardinaux
- 4 cardinaux
- 3 cardinaux
- 2 cardinaux
- 1 cardinal

## Cardinaux non-électeurs lors du conclave de 2013
La liste ci-dessous comprend les cardinaux ayant dépassé la limite d'âge de 80 ans et ne pouvant, de ce fait, participer au conclave en vertu de l'article 33 de la Constitution apostolique Romano Pontifici Eligendo, promulguée par le pape Paul VI le 1er octobre 1975, à la suite du motu propio Ingravescentem Aetatem du 21 novembre 1970. En revanche, ils peuvent prendre part aux congrégations générales qui précèdent l'entrée en conclave. Deux d'entre eux ont été créés par le pape Paul VI, 16 par Benoît XVI et 76 par Jean-Paul II.
| no  | Nom                                 | Pays | Titre                                                                                       | Fonction                                                                                   | Naissance  | Pape         | Consistoire |
| --- | ----------------------------------- | ---- | ------------------------------------------------------------------------------------------- | ------------------------------------------------------------------------------------------ | ---------- | ------------ | ----------- |
| 118 | Lubomyr Husar                       |      | Cardinal-prêtre de S. Sofia in via Boccea                                                   | Archevêque majeur émérite de Kiev                                                          | 26/02/1933 | Jean-Paul II | 21/02/2001  |
| 119 | Javier Lozano Barragán              |      | Cardinal-diacre de S. Michele Arcangelo                                                     | Président émérite du Conseil pontifical pour la santé                                      | 26/01/1933 | Jean-Paul II | 21/10/2003  |
| 120 | Eusébio Oscar Scheid                |      | Cardinal-prêtre de Sts-Boniface-et-Alexis                                                   | Archevêque émérite de Rio de Janeiro                                                       | 08/12/1932 | Jean-Paul II | 21/10/2003  |
| 121 | Renato Raffaele Martino             |      | Cardinal-diacre de S. Francesco di Paola ai Monti                                           | Président émérite du Conseil pontifical Justice et Paix                                    | 23/11/1932 | Jean-Paul II | 21/10/2003  |
| 122 | Francis Arinze                      |      | Cardinal-évêque de Velletri-Segni                                                           | Préfet émérite de la Congrégation pour le culte divin et la discipline des sacrements      | 01/11/1932 | Jean-Paul II | 25/05/1985  |
| 123 | Pedro Rubiano Sáenz                 |      | Cardinal-prêtre de Trasfigurazione di Ns. Signore Gesù Cristo                               | Archevêque émérite de Bogota                                                               | 13/09/1932 | Jean-Paul II | 21/02/2001  |
| 124 | Cormac Murphy-O'Connor              |      | Cardinal-prêtre de S. Maria sopra Minerva                                                   | Archevêque émérite de Westminster                                                          | 24/08/1932 | Jean-Paul II | 21/02/2001  |
| 125 | Gaudencio Rosales                   |      | Cardinal-prêtre de SS. Nome di Maria a Via Latina                                           | Archevêque émérite de Manille                                                              | 10/08/1932 | Benoît XVI   | 24/03/2006  |
| 126 | James Francis Stafford              |      | Cardinal-prêtre de S. Pietro in Montorio                                                    | Pénitencier majeur émérite de la Pénitencerie apostolique                                  | 26/07/1932 | Jean-Paul II | 21/02/1998  |
| 127 | Henri Schwery                       |      | Cardinal-prêtre de Ss. Protmartiri a Via Aurelia Antica                                     | Évêque émérite de Sion                                                                     | 14/06/1932 | Jean-Paul II | 28/06/1991  |
| 128 | Miloslav Vlk                        |      | Cardinal-prêtre de Ste-Croix-de-Jérusalem                                                   | Archevêque émérite de Prague, Primat de Bohême                                             | 17/05/1932 | Jean-Paul II | 26/11/1994  |
| 129 | Edward Michael Egan                 |      | Cardinal-prêtre de St-Jean-St-Paul                                                          | Archevêque émérite de New York                                                             | 02/04/1932 | Jean-Paul II | 21/02/2001  |
| 130 | Joseph Zen Ze-Kiun                  |      | Cardinal-prêtre de S. Maria Madre del Redentore a Tor Bella Monaca                          | Évêque émérite de Hong Kong                                                                | 13/01/1932 | Benoît XVI   | 24/03/2006  |
| 131 | José Saraiva Martins                |      | Cardinal-évêque de Palestrina                                                               | Président émérite de la Congrégation pour les causes des saints                            | 06/01/1932 | Jean-Paul II | 21/02/2001  |
| 132 | Nicolas Cheong-Jin-Suk              |      | Cardinal-prêtre de S. Maria Immacolata di Lourdes a Boccea                                  | Archevêque émérite de Séoul                                                                | 07/12/1931 | Benoît XVI   | 24/03/2006  |
| 133 | Adrianus Johannes Simonis           |      | Cardinal-prêtre de St-Clément                                                               | Archevêque émérite d’Utrecht                                                               | 26/11/1931 | Jean-Paul II | 25/05/1985  |
| 134 | Bernard Francis Law                 |      | Cardinal-prêtre de S. Susanna                                                               | Archiprêtre émérite de la basilique Sainte-Marie-Majeure                                   | 04/11/1931 | Jean-Paul II | 25/05/1985  |
| 135 | Medardo Joseph Mazombwe             |      | Cardinal-prêtre de S. Emerenziana a Tor Fiorenza                                            | Archevêque émérite de Lusaka                                                               | 24/09/1931 | Benoît XVI   | 20/11/2010  |
| 136 | Lucian Mureșan                      |      | Cardinal-prêtre de S. Atanasio                                                              | Archevêque majeur émérite de Alba Julia et Făgăraş                                         | 23/05/1931 | Benoît XVI   | 18/02/2012  |
| 137 | Sergio Sebastiani                   |      | Cardinal-prêtre pro hac vice de S. Eustachio                                                | Président émérite de la Préfecture pour les affaires économiques du Saint-Siège            | 11/04/1931 | Jean-Paul II | 21/02/2001  |
| 138 | William Henry Keeler                |      | Cardinal-prêtre de S. Maria degli Angeli                                                    | Archevêque émérite de Baltimore                                                            | 04/03/1931 | Jean-Paul II | 26/11/1994  |
| 139 | Camillo Ruini                       |      | Cardinal-prêtre de Ste-Agnès-hors-les-Murs                                                  | Vicaire émérite de Rome                                                                    | 19/02/1931 | Jean-Paul II | 28/06/1991  |
| 140 | Ricardo Jamin Vidal                 |      | Cardinal-prêtre de Ss. Pietro e Paolo a Via Ostiense                                        | Archevêque émérite de Cebu                                                                 | 06/02/1931 | Jean-Paul II | 25/05/1985  |
| 141 | Bernard Panafieu                    |      | Cardinal-prêtre de S. Gregorio Barbarigo alle Tre Fontane                                   | Archevêque émérite de Marseille                                                            | 26/01/1931 | Jean-Paul II | 21/10/2003  |
| 142 | Janis Pujats                        |      | Cardinal-prêtre de S. Silvia                                                                | Archevêque émérite de Riga                                                                 | 14/11/1930 | Jean-Paul II | 21/02/1998  |
| 143 | Christian Wiyghan Tumi              |      | Cardinal-prêtre de Ss. Martiri dell'Uganda a Poggio Ameno                                   | Archevêque émérite de Douala                                                               | 15/10/1930 | Jean-Paul II | 28/06/1988  |
| 144 | Salvatore De Giorgi                 |      | Cardinal-prêtre de S. Maria in Aracœli                                                      | Archevêque émérite de Palerme                                                              | 06/09/1930 | Jean-Paul II | 21/02/1998  |
| 145 | Paul Poupard                        |      | Cardinal-prêtre de S. Prassede                                                              | Président émérite du Conseil pontifical pour la culture                                    | 30/08/1930 | Jean-Paul II | 25/05/1985  |
| 146 | Theodore Edgar McCarrick            |      | Cardinal-prêtre de Ss. Nereo ed Achilleo                                                    | Archevêque émérite de Washington                                                           | 07/07/1930 | Jean-Paul II | 21/02/2001  |
| 147 | Julián Herranz Casado               |      | Cardinal-diacre de S. Eugenio                                                               | Président émérite du Conseil pour les textes législatifs                                   | 31/03/1930 | Jean-Paul II | 21/10/2003  |
| 148 | Thomas Stafford Williams            |      | Cardinal-prêtre de Gesù Divin Maestro alla Pineta Sacchetti                                 | Archevêque émérite de Wellington                                                           | 20/03/1930 | Jean-Paul II | 02/02/1983  |
| 149 | Adam Joseph Maida                   |      | Cardinal-prêtre de Ss. Vitale, Valeria, Gervasio e Protasio                                 | Archevêque émérite de Détroit                                                              | 18/03/1930 | Jean-Paul II | 26/11/1994  |
| 150 | Darío Castrillón Hoyos              |      | Cardinal-prêtre de SS. Nome di Maria al Foro Traiano                                        | Préfet émérite de la Congrégation pour le clergé                                           | 04/07/1929 | Jean-Paul II | 21/02/1998  |
| 151 | Francesco Marchisano                |      | Cardinal-diacre de S. Lucia del Gonfalone                                                   | Président émérite du Bureau du travail du siège apostolique                                | 25/06/1929 | Jean-Paul II | 21/10/2003  |
| 152 | Michael Michai Kitbunchu            |      | Cardinal-prêtre de S. Lorenzo in Panisperna                                                 | Archevêque émérite de Bangkok                                                              | 25/01/1929 | Jean-Paul II | 02/02/1983  |
| 153 | Walter Brandmüller                  |      | Cardinal-diacre de S. Giuliano dei Fiamminghi                                               | Président émérite du Conseil pontifical des sciences historiques                           | 05/01/1929 | Benoît XVI   | 20/11/2010  |
| 154 | Karl Becker                         |      | Cardinal-diacre de S. Giuliano Martire                                                      | Théologien et professeur émérite                                                           | 18/04/1928 | Benoît XVI   | 18/02/2012  |
| 155 | Giacomo Biffi                       |      | Cardinal-prêtre de Ss. Giovanni Evangelista e Petronio                                      | Archevêque émérite de Bologne                                                              | 13/06/1928 | Jean-Paul II | 25/05/1985  |
| 156 | Elio Sgreccia                       |      | Cardinal-diacre de S. Angelo in Pescheria                                                   | Président émérite de l'Académie pontificale pour la vie                                    | 06/06/1928 | Benoît XVI   | 20/11/2010  |
| 157 | Friedrich Wetter                    |      | Cardinal-prêtre de S. Stefano al Monte Celio                                                | Archevêque émérite de Munich et Freising                                                   | 20/02/1928 | Jean-Paul II | 25/05/1985  |
| 158 | Angelo Sodano                       |      | Cardinal-évêque d'Ostia et Albano et cardinal-prêtre in commendam de S. Maria Nuova         | Secrétaire d'État émérite. Doyen du Collège des cardinaux                                  | 23/11/1927 | Jean-Paul II | 28/06/1991  |
| 159 | Emmanuel III Karim Delly            |      | Cardinal-patriarche de Babylone des Chaldéens                                               | Patriarche émérite chaldéen de Babylone                                                    | 06/10/1927 | Benoît XVI   | 24/11/2007  |
| 160 | Edmund Casimir Szoka                |      | Cardinal-prêtre de Ss. Andrea e Gregoro al Monte Celio                                      | Président émérite du Gouvernorat de l'État de la Cité du Vatican                           | 14/09/1927 | Jean-Paul II | 28/06/1988  |
| 161 | Franciszek Macharski                |      | Cardinal-prêtre de S. Giovanni a Porta Latina                                               | Archevêque émérite de Cracovie                                                             | 20/05/1927 | Jean-Paul II | 30/06/1979  |
| 162 | Laszlo Paskai                       |      | Cardinal-prêtre de S. Teresa al Corso d'Italia                                              | Archevêque émérite d’Esztergom-Budapest                                                    | 08/05/1927 | Jean-Paul II | 28/06/1988  |
| 163 | Eduardo Martínez Somalo             |      | Cardinal-prêtre pro hac vice de SS. Nome di Gesù                                            | Préfet émérite de la Congrégation pour les instituts de vie consacrée                      | 31/03/1927 | Jean-Paul II | 28/06/1988  |
| 164 | Jorge Arturo Medina Estévez         |      | Cardinal-prêtre pro hac vice de S. Saba                                                     | Préfet émérite de la Congrégation pour le culte divin                                      | 23/12/1926 | Jean-Paul II | 21/02/1998  |
| 165 | Emmanuel Wamala                     |      | Cardinal-prêtre de S. Ugo                                                                   | Archevêque émérite de Kampala                                                              | 15/12/1926 | Jean-Paul II | 26/11/1994  |
| 166 | William Wakefield Baum              |      | Cardinal-prêtre de S. Croce in via Flaminia                                                 | Pénitencier majeur émérite de la Pénitencerie apostolique                                  | 21/11/1926 | Paul VI      | 24/05/1976  |
| 167 | Ricardo María Carles Gordó          |      | Cardinal-prêtre de S. Maria Consolatrice al Tiburtino                                       | Archevêque émérite de Barcelone                                                            | 24/09/1926 | Jean-Paul II | 26/11/1994  |
| 168 | Marian Jaworski                     |      | Cardinal-prêtre de S. Sisto                                                                 | Archevêque émérite de Lviv                                                                 | 21/08/1926 | Jean-Paul II | 21/02/1998  |
| 169 | Agostino Cacciavillan               |      | Cardinal-prêtre pro hac vice de Ss. Angeli Custodi a Città Giardino                         | Président émérite du Patrimoine apostolique.                                               | 14/08/1926 | Jean-Paul II | 21/02/2001  |
| 170 | Desmond Connell                     |      | Cardinal-prêtre de S. Silvestro in Capite                                                   | Archevêque émérite de Dublin                                                               | 24/03/1926 | Jean-Paul II | 21/02/2001  |
| 171 | Bernard Agré                        |      | Cardinal-prêtre de S. Giovanni Crisostomo a Monte Sacro Alto                                | Archevêque émérite d’Abidjan                                                               | 02/03/1926 | Jean-Paul II | 21/02/2001  |
| 172 | Estanislao Esteban Karlic           |      | Cardinal-prêtre de Beata Vergine Maria Addolorata a Piazza Buenos Aires                     | Archevêque émérite de Parana                                                               | 07/02/1926 | Benoît XVI   | 24/11/2007  |
| 173 | Miguel Obando Bravo                 |      | Cardinal-prêtre de S. Giovanni Evangelista a Spinaceto                                      | Archevêque émérite de Managua                                                              | 02/02/1926 | Jean-Paul II | 25/05/1985  |
| 174 | José Manuel Estepa Llaurens         |      | Cardinal-prêtre de S. Gabriele Arcangelo all'Acqua Traversa                                 | Archevêque émérite aux armées espagnoles                                                   | 01/01/1926 | Benoît XVI   | 20/11/2010  |
| 175 | Prosper Grech                       |      | Cardinal-diacre de S. Maria Goretti                                                         | Professeur émérite                                                                         | 24/12/1925 | Benoît XVI   | 18/02/2012  |
| 176 | Giovanni Coppa                      |      | Cardinal-diacre de S. Lino                                                                  | Nonce émérite en République tchèque                                                        | 09/11/1925 | Benoît XVI   | 24/11/2007  |
| 177 | José Freire Falcão                  |      | Cardinal-prêtre de S. Luca a Via Prenestina                                                 | Archevêque émérite de Brasilia                                                             | 23/10/1925 | Jean-Paul II | 28/06/1988  |
| 178 | Andrea Cordero Lanza di Montezemolo |      | Cardinal-diacre de S. Maria in Portico Campitelli                                           | Archiprêtre émérite de la basilique Saint-Paul-hors-les-murs                               | 27/08/1925 | Benoît XVI   | 24/03/2006  |
| 179 | Francisco Álvarez Martínez          |      | Cardinal-prêtre de S. Maria "Regina Pacis" a Monte Verde                                    | Archevêque émérite de Tolède                                                               | 14/07/1925 | Jean-Paul II | 21/02/2001  |
| 180 | Marco Cé                            |      | Cardinal-prêtre de S. Marco                                                                 | Patriarche émérite de Venise                                                               | 08/07/1925 | Jean-Paul II | 30/06/1979  |
| 181 | Alexandre do Nascimento             |      | Cardinal-prêtre de S. Marco in Agro Laurentino                                              | Archevêque émérite de Luanda                                                               | 01/03/1925 | Jean-Paul II | 02/02/1983  |
| 182 | Serafim Fernandes de Araújo         |      | Cardinal-prêtre de S. Luigi Maria Grignion de Montfort                                      | Archevêque émérite de Belo Horizonte                                                       | 13/08/1924 | Jean-Paul II | 21/02/1998  |
| 183 | Edward Idris Cassidy                |      | Cardinal-prêtre pro hac vice de S. Maria in Via Lata                                        | Président émérite du Conseil pontifical pour l’unité des chrétiens                         | 05/07/1924 | Jean-Paul II | 28/06/1991  |
| 184 | Alexandre José Maria dos Santos     |      | Cardinal-prêtre de S. Frumenzio ai Prati Fiscali                                            | Archevêque émérite de Maputo                                                               | 18/03/1924 | Jean-Paul II | 28/06/1988  |
| 185 | Jozef Tomko                         |      | Cardinal-prêtre de S. Sabina                                                                | Préfet émérite de la Congrégation pour l’évangélisation des peuples                        | 11/03/1924 | Jean-Paul II | 25/05/1985  |
| 186 | Silvano Piovanelli                  |      | Cardinal-prêtre de S. Maria delle Grazie a Via Trionfale                                    | Archevêque émérite de Florence                                                             | 21/02/1924 | Jean-Paul II | 25/05/1985  |
| 187 | Duraisamy Simon Lourdusamy          |      | Cardinal-prêtre pro hac vice de S. Maria delle Grazie alle Fornaci fuori Porta Cavalleggeri | Préfet émérite de la Congrégation pour les Églises orientales                              | 05/02/1924 | Jean-Paul II | 25/05/1985  |
| 188 | Ján Chryzostom Korec                |      | Cardinal-prêtre de Ss. Fabiano e Venanzio a Villa Fiorelli                                  | Archevêque émérite de Nitra (de)                                                           | 22/01/1924 | Jean-Paul II | 28/06/1991  |
| 189 | Edward Bede Clancy                  |      | Cardinal-prêtre de S. Maria in Vallicella                                                   | Archevêque émérite de Sydney                                                               | 13/12/1923 | Jean-Paul II | 28/06/1988  |
| 190 | Achille Silvestrini                 |      | Cardinal-prêtre pro hac vice de S. Benedetto fuori Porta San Paolo                          | Préfet émérite de la Congrégation pour les Églises orientales                              | 25/10/1923 | Jean-Paul II | 28/06/1988  |
| 191 | Henryk Roman Gulbinowicz            |      | Cardinal-prêtre de Immacolata Concezione di Maria a Grottarossa                             | Archevêque émérite de Wroclaw                                                              | 17/10/1923 | Jean-Paul II | 25/05/1985  |
| 192 | Albert Vanhoye                      |      | Cardinal-diacre de S. Maria della Mercede e S. Adriano a Villa Albani                       | Président émérite de la Commission biblique internationale                                 | 24/07/1923 | Benoît XVI   | 24/03/2006  |
| 193 | Jorge María Mejía                   |      | Cardinal-prêtre pro hac vice de S. Girolamo della Carità                                    | Archiviste émérite du Saint-Siège                                                          | 31/01/1923 | Jean-Paul II | 21/02/2001  |
| 194 | Roger Etchegaray                    |      | Cardinal-évêque de Porto-Santa Rufina                                                       | Président émérite du Conseil pontifical Justice et Paix. Vice-doyen du Collège cardinalice | 25/09/1922 | Jean-Paul II | 30/06/1979  |
| 195 | Lorenzo Antonetti                   |      | Cardinal-prêtre pro hac vice de S. Agnese in Agone                                          | Président émérite du Patrimoine apostolique                                                | 31/07/1922 | Jean-Paul II | 21/02/1998  |
| 196 | Gilberto Agustoni                   |      | Cardinal-prêtre pro hac vice de S. Urbano e Lorenzo a Prima Porta                           | Préfet émérite du Tribunal de la signature apostolique                                     | 26/07/1922 | Jean-Paul II | 26/11/1994  |
| 197 | Georges Cottier                     |      | Cardinal-diacre de Ss. Domenico e Sisto                                                     | Théologien émérite de la Maison pontificale                                                | 25/04/1922 | Jean-Paul II | 21/10/2003  |
| 198 | Carlo Furno                         |      | Cardinal-prêtre de S. Onofrio                                                               | Archiprêtre émérite de la basilique Sainte-Marie-Majeure                                   | 02/12/1921 | Jean-Paul II | 26/11/1994  |
| 199 | Stanislas Nagy                      |      | Cardinal-diacre de S. Maria della Scala                                                     | Archevêque émérite d'Holar                                                                 | 30/09/1921 | Jean-Paul II | 21/10/2003  |
| 200 | Paulo Evaristo Arns                 |      | Cardinal-prêtre de S. Antonio da Padova a Via Tuscolana                                     | Archevêque émérite de Sao Paulo. Protoprêtre                                               | 14/09/1921 | Paul VI      | 05/03/1973  |
| 201 | Roberto Tucci                       |      | Cardinal-prêtre pro hac vice de S. Ignazio di Loyola a Campo Marzio                         | Président émérite de Radio Vatican                                                         | 19/04/1921 | Jean-Paul II | 21/02/2001  |
| 202 | Nasrallah Pierre Sfeir              |      | Cardinal-patriarche d'Antioche des maronites                                                | Patriarche émérite d'Antioche des maronites                                                | 15/05/1920 | Jean-Paul II | 26/11/1994  |
| 203 | Simon Ignatius Pimenta              |      | Cardinal-prêtre de S. Maria Regina Mundi a Torre Spaccata                                   | Archevêque émérite de Mumbai                                                               | 01/03/1920 | Jean-Paul II | 28/06/1988  |
| 204 | Giovanni Canestri                   |      | Cardinal-prêtre de S. Andrea della Valle                                                    | Archevêque émérite de Gênes                                                                | 30/09/1918 | Jean-Paul II | 28/06/1988  |
| 205 | Domenico Bartolucci                 |      | Cardinal-diacre de SS. Nomi di Gesù e Maria in Via Lata                                     | Maître de chœur historique de la chapelle Sixtine                                          | 07/05/1917 | Benoît XVI   | 20/11/2010  |
| 206 | Fiorenzo Angelini                   |      | Cardinal-prêtre pro hac vice de S. Spirito in Sassia                                        | Président émérite du Conseil pontifical pour la santé                                      | 01/08/1916 | Jean-Paul II | 28/06/1991  |
| 207 | Ersilio Tonini                      |      | Cardinal-prêtre de SS. Redentore a Via Melania                                              | Archevêque émérite de Ravenne-Cervia                                                       | 20/07/1914 | Jean-Paul II | 26/11/1994  |